# Охотничий нож
«Номерной» охотничий нож, СССР, 1980-е годы

Охо́тничий нож русского солдата, 1943 года, 20x169 mm
В экспозиции Музей профессионального миниатюрного искусства Генрик Ян Доминяк в Тыхах.

Охо́тничий нож — обширный класс ножей, применяемых на охоте, может включать такие разновидности, как нож для добивания дичи, шкуросъёмный нож (скиннер), лагерный нож.
Нож, в отличие от кинжала, редко используется на охоте именно как оружие. Им, за исключением случаев крайней необходимости, не убивают зверя. Но после добычи охотничьего трофея возникает необходимость выпотрошить, снять шкуру, разделать тушу для транспортировки. Обустройство лагеря или стоянки подчас требует срезать ветви для шалаша, траву для устройства лежанки, порезать дичь для приготовления пищи, всё это не обходится без охотничьего ножа. Так сложилось, что основное предназначение охотничьего ножа — резать. В силу этого баланс, как правило, смещён в сторону рукояти.
Клинок в большинстве случаев прямой, со сравнительно толстым обухом. Длина лезвия многих моделей до 12-15 см. Рукоятка предпочтительней деревянная, не лакированная, тогда на морозе не будут примерзать пальцы и скользить мокрые руки. В умеренном климате хорошо зарекомендовали наборные рукояти из бересты. На рукояти обычно отсутствуют сильно выраженные подпальцевые упоры и гарда. Ножны обеспечивают безопасность при ношении и предохраняют сам нож от возможных повреждений и утери. Древнейшим материалом для них являлась кожа и древесина. Для ношения ножа в ножнах прорезаются отверстия для продевания ремня, иногда к ножнам прикрепляется кожаный шнурок с целью фиксации на поясе. У многих моделей в головке рукояти проделывается отверстие, в которое пропускается темляк.
Одни охотники используют на охоте только один нож, другие берут на охоту нож под ожидаемую дичь, или второй для разделки; всё зависит от вкуса и предпочтений.
Охотничьи ножи по способу изготовления можно разделить на:
- Заводские (фабричные) — изготовляемое промышленным способом.
- Кустарные — изготовляемое отдельными частными лицами (мастерами-оружейниками) в условиях промышленных предприятий, мастерских или на дому.
- Самодельные — изготовляемое без соблюдения соответствующих стандартов. В России изготовление подобного оружия запрещено.
- Переделанные — изготовляемое несколькими способами (как правило, самодельная переделка заводского).

Существует много фирм, выпускающих охотничьи ножи. Продаются они, как правило, в специализированных магазинах. Но возможность приобрести их зависит от законодательства страны и правила могут весьма сильно отличаться.
В России ограничения на оборот ножей накладывает федеральный закон «Об оружии». Согласно ему, к примеру, запрещён оборот автоматических, инерционных и гравитационных ножей с длиной клинка более 90 мм, а также метательных ножей. Статьи 222 и 223 Уголовного Кодекса Российской Федерации предусматривают уголовную ответственность за продажу и изготовление холодного оружия. За нарушение правил ношения и хранения холодного оружия возможно привлечение к административной ответственности (штрафу). Вопрос об отнесении конкретного ножа к холодному оружию решается только по результатам криминалистической экспертизы или сертификации. Эксперты при этом руководствуются федеральным «Законом об оружии» и рядом государственных стандартов:
- ГОСТ Р 51500 «Ножи и кинжалы охотничьи»
- ГОСТ Р 51548 «Ножи для выживания»
- ГОСТ Р 51644 «Ножи разделочные и шкуросъёмные»
- ГОСТ Р 51501 «Ножи туристические и специальные спортивные»
- ГОСТ Р 51715 «Декоративные и сувенирные изделия, сходные по внешнему строению с холодным или метательным оружием»

Нож может быть признан холодным оружием только по совокупности признаков, среди которых:
- длина клинка больше 90 мм (для ножа с фиксированным клинком), или 150 мм (для складного ножа)
- остриё клинка, приспособленное для укола (в ГОСТ-ах перечислен ряд геометрических параметров клинка)
- рукоять, обеспечивающая надёжное удержания при уколе (ГОСТ-ы нормируют величину упоров и (или) подпальцевых выемок рукояти)
- прочность клинка или всей конструкции ножа (учитывается материал и твёрдость клинка, особенности конструкции и т. п.)

В современной практике изготовитель или продавец ножей сертифицируют изделия в Экспертно-Криминалистическом центре МВД РФ, получая сертификат, относящий нож к хозяйственно-бытовому инструменту, либо оружию. При приобретении ножа покупатель может получить т. н. «Информационный листок», содержащий описание ножа, экспертное заключение, его дату и номер и координаты органа, произвёдшего экспертизу.
Гражданское холодное оружие легально приобрести может только владеющий разрешением на хранение и ношение огнестрельного оружия, либо представитель национальности, чей национальный костюм предусматривает ношение оружия (регламентируется постановлениями правительства РФ).